# .tm

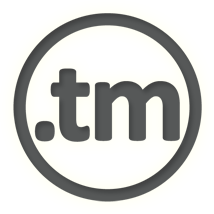
로고

.tm는 투르크메니스탄의 인터넷 국가 코드 최상위 도메인이다.
nic.tm은 현지 투르크멘어 문자를 사용하여 도메인 이름을 등록하려는 기업을 위해 도메인 이름 구매, 등록, 관리 및 갱신은 물론 국제화된 도메인 이름 등록도 제공한다.
이러한 맥락에서 "TM"이 일반적으로 사용되기 때문에 상표가 있는 비즈니스를 위한 도메인으로 판매되었다.

## 등록자
도메인은 등록처나 공인 등록기관에서 직접 구입할 수 있다. 등록처에는 현재 25개국의 등록기관이 있다.
인증 코드를 통해 공인 등록기관 간에 도메인을 이전할 수 있다.